# Elisa Balsamo
Elisa Balsamo (født 27. februar 1998 i Cuneo) er en professionel cykelrytter fra Italien, der er på kontrakt hos Lidl-Trek.
Ved VM i landevejscykling 2021 blev hun verdensmester i linjeløb.